# Acanthonema (Gesneriaceae)
Acanthonema, nekadašnji rod cvjetnica iz porodice gesnerijevki, danas se vodi kao sinonim za Streptocarpus Lindl.
U njega su uključivane dvije vrste  Acanthonema diandrum i  Acanthonema strigosum raširene po državama uz Gvinejski zaljev (Nigerija, Kamerun, Gabon, Fernando Pó). Obično rastu po vlažnim stijenama i stjenovitim obalama rijeka, dijelom epifitički na donjim dijelovima stabala obraslih mahovinom (Burtt 1963). Stabljika je niska, ima jedan list a korijen je vlaknast.
Opisao ga je Hook. f. 1862.

## Vrste
1. Acanthonema diandrum B.L. Burtt = Streptocarpus diandra (Engl.) Nishii & Mich.Möller
2. Acanthonema strigosum Hook. f. = Streptocarpus strigosus (Hook.f.) Nishii & Mich.Möller